# Караччоло, Андреа
Андре́а Кара́ччоло (итал. Andrea Caracciolo; 18 сентября 1981, Милан) — итальянский футболист, игравший на позиции нападающего.

## Карьера
Родился в Чезано-Босконе (провинция Милан), имеет диплом в области электротехники. С детства является поклонником «Милана». Отец Андреа, Ломбарди Караччоло, родившийся в Реджо-ди-Калабрии, играл полузащитником в различных командах, брат Винченцо играл в «Варезе», дядя Фортунато признавался лучшим игроком турнира Виареджо.
После того, как «Брешия» по результатам сезона 2010/11 покинула Серию А, был замечен в расположении киевского «Динамо», но стороны не достигли компромисса и Караччоло покинул Киев.
31 августа 2011 года подписал контракт с клубом «Дженоа».
4 января 2012 года перешёл в «Новару» на правах полугодовой аренды.
Летом 2012 года перешёл в «Брешию». 22 ноября 2014 года он оформил хет-трик с пенальти в домашнем матче против «Карпи».
28 июля 2020 года подписал двухлетний контракт с клубом «Лумедзане».

## Достижения
- Победитель чемпионата Европы среди молодёжных команд: 2004